# 永利拉斯維加斯
永利拉斯維加斯（Wynn Las Vegas）是一間位於美國內華達州天堂市賭城大道上的豪華度假村和賭場。度假村的建設費用約耗資27億美元，其英文原名是以賭場開發商史提夫·威恩（Steve Wynn）的姓氏命名，同時也是永利度假村旗下的旗艦設施。這座面積87公頃的度假村位於拉斯維加斯大道和珊得大道（Sands Avenue）交叉口的東北方、時尚秀購物中心的正對面。
度假村的45層樓飯店主體建築樓高187公尺，共有2,716間客房，房間面積從59平方公尺的標準客房到650平方公尺的度假別墅不等。度假村內也包含有一個10,300平方公尺的賭場、一座20,700平方公尺的會議中心，以及7,100平方公尺的零售購物空間。若與鄰接的安可（Encore）合併計算，整座永利度假村共有4,750間客房。
度假村獲得了來自美國汽車協會（AAA）、美孚、富比士、米其林等組織的五星評價，Zagat並將之評為美國頂尖飯店之一。度假村內的「Wing Lei」餐廳則獲得了米其林指南的一星評價。
永利拉斯維加斯和相鄰的樂利拉斯維加斯獲得了世界上所有度假村和賭場中最多的富比士五星評價。永利拉斯維加斯也創下了富比士歷史上首間連續兩年在所有項目中皆拿下五星評價的記錄，包括飯店、餐廳和水療（spa）設施。飯店的主體建築是世界上第一棟採用窗戶自動清洗系統的摩天大樓。

## 資料來源
1. ↑  . Zagat Survey.   [2014-02-14]. （原始内容存档于2018-11-30）.
2. ↑  .   [2014-02-17]. （原始内容存档于2014-10-06）.
3. ↑  . Wynn Resorts. November 10, 2009  [2008-12-16]. （原始内容存档于2011-07-18）.
4. ↑  .   [2022-01-05]. （原始内容存档于2021-03-10）.

## 外部連結
- 永利拉斯維加斯官方網站 （页面存档备份，存于）